# Economía de rosquilla

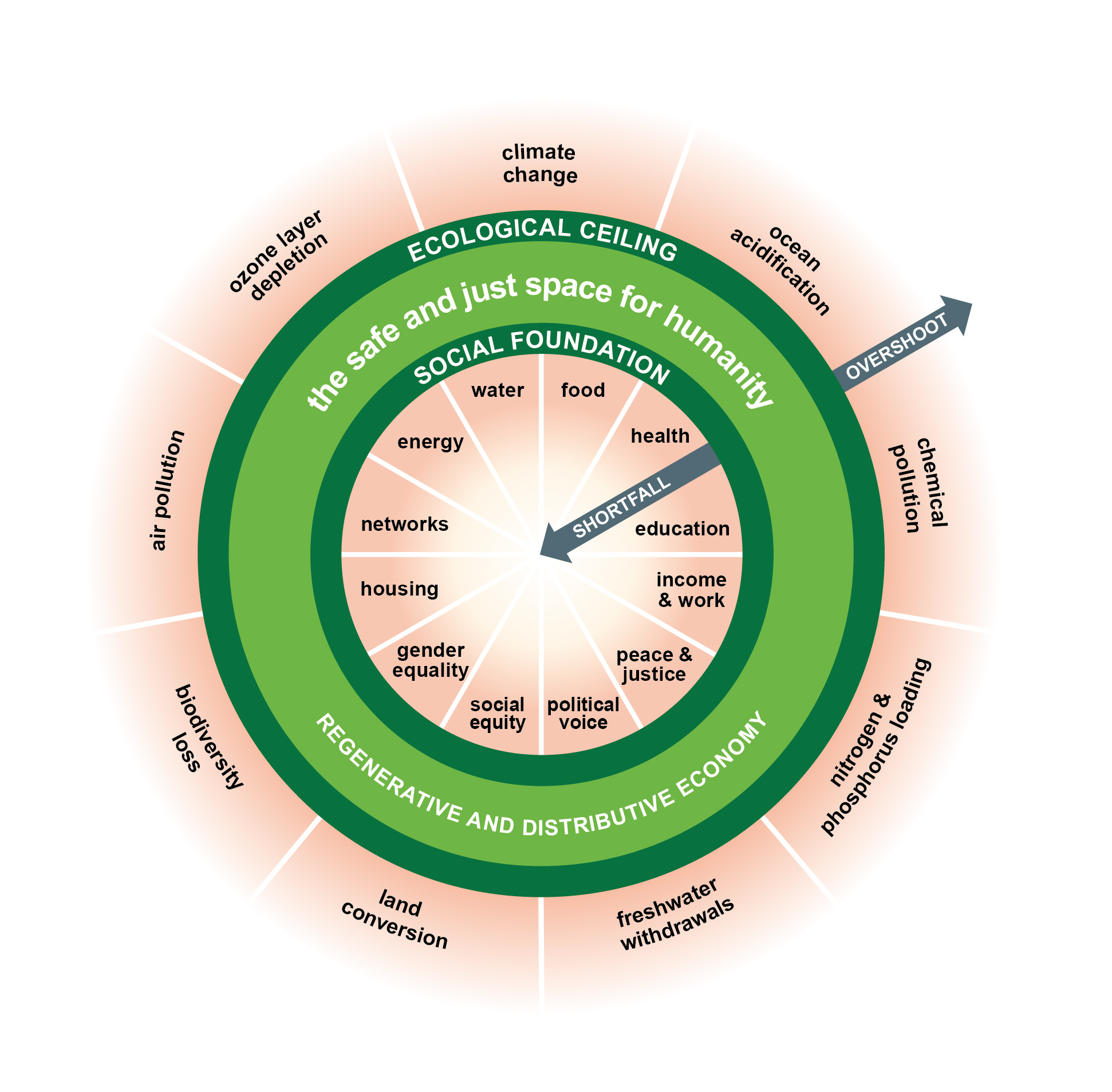
La imagen clásica de la economía de rosquilla; la medida en que se transgreden los límites y se cumplen los fundamentos sociales no son visibles en este diagrama

La economía de rosquilla, o economía del donut es un marco visual para el desarrollo sostenible, con forma de dona o salvavidas, que combina el concepto de límites planetarios con el concepto complementario de límites sociales. El nombre deriva de la forma del diagrama, es decir, un disco con un agujero en el medio. El agujero central del modelo representa la proporción de personas que carecen de acceso a los elementos esenciales de la vida (salud, educación, equidad, etc.), mientras que la corteza representa los techos ecológicos (límites planetarios) de los que depende la vida y que no deben sobrepasarse. El diagrama fue desarrollado por la economista de la Universidad de Oxford, Kate Raworth, en su artículo de Oxfam de 2012: Un espacio seguro y justo para la humanidad y elaborado en su libro de 2017 Donut Economics: Seven Ways to Think Like a 21st-Century Economist y en artículo arbitrado.
El marco fue propuesto para considerar el desempeño de una economía por la medida en que se satisfacen las necesidades de las personas sin sobrepasar el techo ecológico de la Tierra. El objetivo principal del nuevo modelo es replantear los problemas económicos y establecer nuevas metas. En este modelo, una economía se considera próspera cuando se cumplen los doce fundamentos sociales sin sobrepasar ninguno de los nueve techos ecológicos. Esta situación está representada por la zona entre los dos anillos, considerada por su creadora como el espacio seguro y justo para la humanidad.
Kate Raworth señaló que el concepto de límites planetarios no tiene en cuenta el bienestar humano (aunque, si el ecosistema de la Tierra muere, todo el bienestar es discutible). Raworth sugiere que los límites sociales deberían combinarse con la estructura de límites planetarios. Agregar medidas como empleo, educación, alimentación, acceso al agua, servicios de salud y energía ayuda a acomodar un espacio ambientalmente seguro compatible con la erradicación de la pobreza y los "derechos para todos". Dentro de los límites planetarios y una base social equitativa se encuentra un área en forma de rosquilla que es el área donde hay un "espacio seguro y justo para que la humanidad prospere". 

## Indicadores

### Fundamentos sociales
Los fundamentos sociales se inspiran en los fines sociales de los Objetivos de Desarrollo Sostenible de las Naciones Unidas. Estos son:
- Seguridad alimentaria
- Salud
- Educación
- Ingresos y trabajo (este último no se limita al empleo remunerado, sino que también incluye cosas como la limpieza)
- Paz y justicia
- Voz política
- Igualdad Social
- Igualdad de género
- Vivienda
- Redes
- Energía
- Agua

### Techos ecológicos
Los nueve techos ecológicos son de los límites planetarios presentados por un grupo de científicos del sistema terrestre dirigido por Johan Rockström y Will Steffen.  Estos son:
- Cambio climático: las emisiones de gases de efecto invernadero provocadas por la industrialización, como el dióxido de carbono y el metano, atrapan el calor en la atmósfera, lo que cambia el clima de la Tierra.
- Acidificación de los océanos : cuando el dióxido de carbono emitido por los humanos se absorbe en los océanos, hace que el agua se vuelva más ácida. Por ejemplo, esto reduce la capacidad de la vida marina para desarrollar esqueletos y caparazones.
- Contaminación química: la liberación de materiales tóxicos en la naturaleza disminuye la biodiversidad y reduce la fertilidad de los animales (incluidos los humanos).
- Carga de nitrógeno y fósforo: el uso ineficiente o excesivo de fertilizantes hace que el fertilizante se escurra hacia los cuerpos de agua, donde provoca la proliferación de algas que mata la vida submarina.
- Extracción de agua dulce : el uso de demasiada agua dulce seca la fuente, lo que puede dañar el ecosistema y quedar inutilizable después.
- Cambio de uso del suelo: el cambio del uso del suelo para actividades económicas (como la creación de caminos y tierras de cultivo) daña o elimina el hábitat para la vida silvestre, elimina los sumideros de carbono y altera los ciclos naturales.
- Pérdida de biodiversidad : la actividad económica puede causar una reducción en el número y variedad de especies. Esto hace que los ecosistemas sean más vulnerables y puede reducir su capacidad de sustentar la vida y proporcionar servicios ecosistémicos.
- Contaminación del aire: la emisión de aerosoles (pequeñas partículas) tiene un impacto negativo en la salud de las especies. También puede afectar la precipitación y los procesos de formación de nubes.
- Agotamiento de la capa de ozono: algunas actividades económicas emiten gases que dañan la capa de ozono de la Tierra. Debido a que la capa de ozono protege a la Tierra de la radiación dañina, su agotamiento provoca, por ejemplo, cáncer de piel en animales.

## Crítica a la teoría económica dominante
El modelo de rosquilla sigue siendo una colección de objetivos que pueden ser perseguidos a través de diferentes acciones por diferentes actores, y no incluye modelos específicos relacionados con los mercados o el comportamiento humano. El libro Doughnut Economics consiste en críticas y perspectivas de lo que debería buscar la sociedad en su conjunto. Las críticas que se encuentran en el libro están dirigidas a ciertos modelos económicos y su base común.
Los principales modelos económicos del siglo XX, definidos aquí como los que más se enseñan en los cursos de introducción a la economía en todo el mundo, son neoclásicos. The Circular Flow publicado por Paul Samuelson en 1944 y las curvas de oferta y demanda publicadas por William S. Jevons en 1862 son ejemplos canónicos de modelos económicos neoclásicos. Centrados en los flujos de dinero observables en una unidad administrativa determinada y describiendo preferencias matemáticamente, estos modelos ignoran los entornos en los que estos objetos están incrustados: mentes humanas, sociedad, cultura y entorno natural. Esta omisión fue viable mientras la población humana no abrumara colectivamente los sistemas de la Tierra, lo cual ya no es el caso. Además, estos modelos se crearon antes de que fueran posibles las pruebas estadísticas y la investigación. Se basaban, pues, en supuestos sobre el comportamiento humano convertidos en "hechos estilizados". Los orígenes de estos supuestos son filosóficos y pragmáticos, y simplifican y distorsionan las reflexiones de pensadores como Adam Smith en curvas que se asemejan a las de Newton en un gráfico para que puedan tener un uso práctico para predecir, por ejemplo, la elección del consumidor.
El cuerpo de la teoría económica neoclásica creció y se volvió más sofisticado con el tiempo, y compitió con otras teorías por el paradigma económico posterior a la corriente principal del Atlántico Norte. En la década de 1930, la teoría keynesiana era todo, y después de la década de 1960, el monetarismo ganó protagonismo. Un elemento permaneció a medida que cambiaban las prescripciones políticas: el personaje del "hombre económico racional" en el que se basaban las teorías. Raworth, la creadora de la economía de la rosquilla, denuncia que esta invención literaria es perversa, por sus efectos sobre las suposiciones de sus alumnos sobre el comportamiento humano y, en consecuencia, sobre su propio comportamiento real. Se han documentado ejemplos de este fenómeno en acción, al igual que los efectos de la erosión de la confianza y la comunidad en el bienestar humano.

## Economías del mundo real desde la perspectiva de la economía de rosquilla

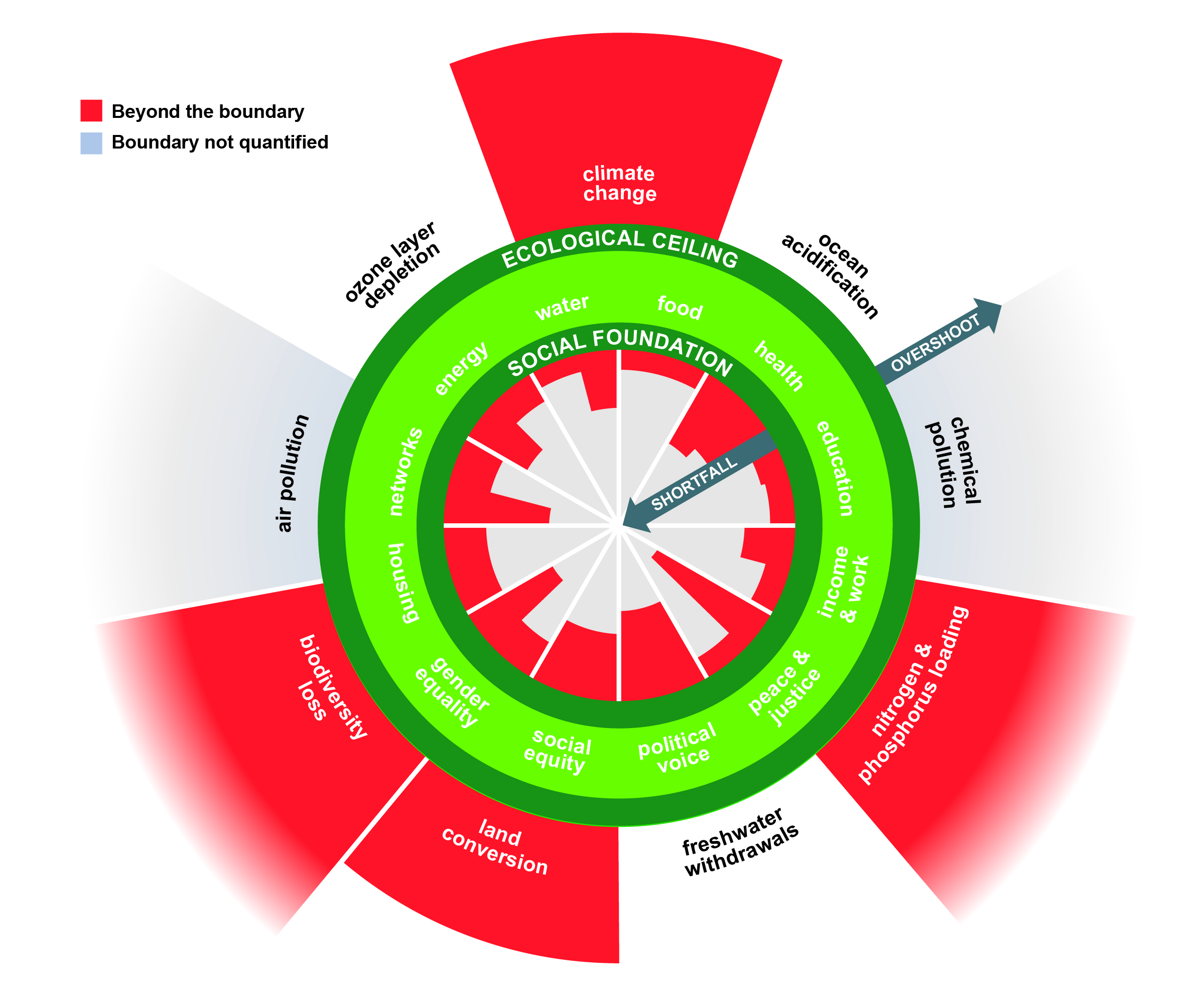
La plantilla de rosquilla utilizada para el Planeta Tierra en su conjunto, indicando errores en rojo.

Kate Raworth explica que la economía de rosquilla se basa en la premisa de que "el desafío de la humanidad en el siglo XXI es satisfacer las necesidades de todos dentro de las capacidades del planeta. En otras palabras, para garantizar que nadie se quede corto con los elementos esenciales de la vida (desde alimentos y vivienda hasta atención médica y voz política), mientras nos aseguramos de que colectivamente no excedamos nuestra presión sobre los sistemas de soporte vital de la Tierra, de los cuales dependemos fundamentalmente, como un clima estable, suelos fértiles y una capa protectora de ozono. La rosquilla de los límites sociales y planetarios es un nuevo marco de ese desafío, y actúa como una brújula para el progreso humano de este siglo".
Raworth afirma que "se necesita mucho un crecimiento significativo del PIB" para que los países de bajos y medianos ingresos puedan cumplir los objetivos de la base social para sus ciudadanos. 
Apoyándose en los estudios de la Tierra y la economía, Raworth mapea los déficits y excesos actuales, como se ilustra en la figura mostrada en esta sección.
El marco Rosquilla se ha utilizado para mapear el desempeño socioambiental localizado en la cuenca del lago Erhai (China), Escocia, Gales, Reino Unido, Sudáfrica, Países Bajos, India, globalmente y muchos más.
En abril de 2020, se invitó a Kate Raworth a unirse a los esfuerzos de planificación económica pospandemia de la ciudad de Ámsterdam.
Una aplicación empírica del modelo de rosquilla mostró en 2018 que, hasta el momento, en 150 países, ningún país satisface las necesidades básicas de sus ciudadanos mientras mantiene un nivel de uso de recursos sostenible a nivel mundial.

## Críticas
Branko Milanovic, del CUNY's Stone Center on Socio-Economic Inequality, dijo que para que la teoría de la rosquilla se vuelva popular, las personas tendrían que volverse "mágicamente indiferentes a lo bien que nos va en comparación con los demás, y no preocuparse realmente por la riqueza y los ingresos."